# 中小企業政策審議会
中小企業政策審議会（ちゅうしょうきぎょうせいさくしんぎかい）は、中小企業基本法（昭和38年法律第154号）第28条及び中小企業庁設置法（昭和23年法律第83号）第5条の規定に基づき、経済産業省（中小企業庁）に設置される審議会である。

## 構成
- 委員数：学識経験者30人以内で経済産業大臣が任命（中小企業基本法第30条）・任期2年（中小企業政策審議会令（平成12年政令第295号）第3条）
- 会長:委員の互選による（中小企業政策審議会令第4条）。2023年就任の現会長は小林健[1]。2001年の省庁改革による新体制以降、歴代の会長はいずれも日本商工会議所会頭が就任している。
- 組織：中小企業経営支援分科会、中小企業分野等調整分科会を設置（中小企業政策審議会令第5条）。さらに審議会、分科会のもとに小委員会を置くことも可能とされ（中小企業政策審議会令第6条）、2021年9月現在は以下のとおり小委員会が設置されている。審議会は、その定めるところにより、分科会の議決をもって審議会の議決とすることができる。
  - 審議会のもとに置かれる部会：中小企業・小規模事業者基本問題小委員会、金融小委員会
  - 中小企業経営支援分科会のもとに置かれる部会：共済小委員会、取引問題小委員会

## 所掌事務
- 中小企業基本法の規定によりその権限に属させられた事項を処理するほか、経済産業大臣又は関係各大臣の諮問に応じ、この法律の施行に関する重要事項を調査審議する。またこれらの事項に関し経済産業大臣又は関係各大臣に意見を述べることができる（中小企業基本法第29条1項、2項）。
- 中小企業等協同組合法、中小企業支援法、小規模企業共済法、下請中小企業振興法、中小小売商業振興法、中小企業の事業活動の機会の確保のための大企業者の事業活動の調整に関する法律、中小企業における労働力の確保及び良好な雇用の機会の創出のための雇用管理の改善の促進に関する法律、商工会及び商工会議所による小規模事業者の支援に関する法律、中小企業等経営強化法、流通業務の総合化及び効率化の促進に関する法律、中小企業のものづくり基盤技術の高度化に関する法律、中小企業による地域産業資源を活用した事業活動の促進に関する法律、中小企業者と農林漁業者との連携による事業活動の促進に関する法律、商店街の活性化のための地域住民の需要に応じた事業活動の促進に関する法律、産業競争力強化法及び小規模企業振興基本法の規定によりその権限に属させられた事項を処理する（中小企業基本法第29条3項）。